# Blefaroespasmo
Blefaroespasmo (do grego: blepharo, pálpebra e espasmo, contração involuntária), como o próprio nome diz, se refere a contração involuntária da pálpebra essencialmente benigna. Esse diagnóstico é usado quando a causa é estresse, fadiga ou abuso de cafeína (nesse caso, trata-se de mioquimia da pálpebra). É duas vezes mais comum em mulheres e atinge cerca de 0,1% da população.

## Causa
Pode estar associado a:
- Lesão dos núcleos da base;
- Síndrome de fasciculação benigna;
- Esclerose múltipla;
- Ressacamento do olho e fraqueza dos músculos envolvidos.

Ou pode ser efeito colateral de:
- Alguns remédios para Parkinsonismo;
- Alguns tratamentos com estrógeno;
- Uso prolongado ou abstinência de benzodiazepínicos (tranquilizante).

## Sinais e sintomas
É caracterizado por:
- Piscar excessivo;
- Contração lenta do olho;
- Contração de músculos faciais;
- Secura na córnea;
- Sensibilidade a luz (fotofobia).

Pode durar alguns minutos ou horas.

## Tratamento
Em casos leves ou moderados:
- Usar óculos-escuros;
- Mudar a medicação;
- Psicoterapia para ansiedade.

Em casos graves e persistentes pode-se imobilizar os músculos afetados com toxina botulínica. Em último caso é feito uma cirurgia para dessensibilizar os músculos contráteis da pálpebra.